# Alwin Arnegger

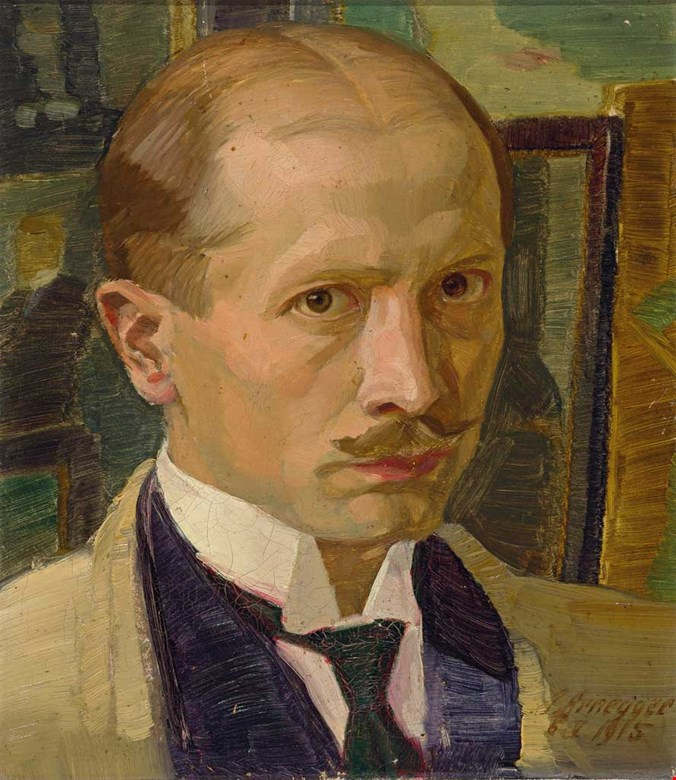
Alwin Arnegger (Selbstbildnis, 1915)

Alwin Arnegger (* 6. Februar 1883 in Hohenweiler bei Bregenz; † 26. April 1916 in München) war ein österreichischer Porträt- und Landschaftsmaler.

## Leben
Arnegger wurde in Hohenweiler bei Bregenz geboren. Nach Studien in Wien und Prag ging er 1906 bei dem befreundeten Hans Bertle sowie bei Julius Diez in die Lehre.
Am 26. April 1907 begann er, angeregt durch Bertle, an der Münchner Kunstakademie Zeichnen zu studieren. Dort vervollkommnete er seine Fertigkeiten bei Carl von Marrs. Später betrieb er in Schwabing ein Atelier.
Arnegger war einer der großen talentierten Vorarlberger Künstler. Sein Fokus lag auf Porträt- und Landschaftsölbildern.
Er war Mitglied der katholischen Studentenverbindungen KaV Norica Wien (seit 1904), KDStV Vandalia Prag (seit 1905) und KDStV Rheno-Franconia München (seit 1906).